# بوهدان دنها
بوهدان دنها (اوکراینی: Богдан Ігорович Денега؛ زادهٔ ۱۰ ژوئن ۱۹۹۶) بازیکن فوتبال اهل اوکراین است.
از باشگاه‌هایی که در آن بازی کرده‌است می‌توان به باشگاه فوتبال کارپاتی لویو اشاره کرد.